# Монаш (Канберра)
Монаш (англ. Monash) — район Австралийской столичной территории, Австралия, входит в округ Таггеранонг. 
Район назван в честь Джона Монаша. Об образовании района было объявлено 1 августа 1975 года, а заселён он был в 1978 году. Территориальная единица имеет площадь 3,41 км². 
По данным переписи 2016 года, население района составляет 5341 человек. Средний возраст жителей района составляет 43 года, при том, что средний возраст жителей АСТ в целом составляет 35 лет.